# Michel André
Michel André (Párizs, 1912. december 19. – Clamart, 1987. november 10.) francia drámaíró, forgatókönyvíró, színházi és filmszínész.

## Élete
Párizsban született, édesapja Marcel André színész volt. André Louis Jouvet drámaművészeti kurzusainak elvégzése után debütált színpadi színészként .
A második világháború alatt bebörtönözték, a felszabadulás után folytatta színészi tevékenységét, és 1955-ben érte el első nagy sikerét színészként és íróként is a Jean-Paul Le Chanois Les Évadés által rendezett filmadaptációban, amely a háború alatti élményeikről szól.
Emellett nyolc darab, köztük a La Bonne Planque szerzője volt több televíziós produkció mellett.
Michel André a franciaországi Clamartban hunyt el 1987-ben.

## Színházi szinészként
- 1937  : Bureau Central des Idées, Alfred Gehri, díszlettervező : Louis Tunc, Theater de la Michodière
- 1938  : La Dame de bronze et le Monsieur de Cristal, Henri Duvernois, díszlettervező: Alice Cocéa, Theater des Ambassadeurs
- 1938  : A mizantróp, Molière, díszlettervező : Sylvain Itkine, Theater des Ambassadeurs
- 1948  : La Folle du 27, Jean Guitton, díszlet: Jacques-Henri Duval, Theatre de Paris
- 1951  : Les Liaisons veszélyeuses, Pierre Choderlos de Laclos, díszlettervező : Marguerite Jamois, Theater Montparnasse
- 1972  : En avant...toute!, díszlettervező: Michel Roux, Theatre Édouard VII – szerző is

## Színdarabjai
- 1956  : Virginie, Daunou Színház
- 1959  : La Toile d'araignée, Agatha Christie nyomán, Raymond Gérôme díszletterve, Theater de Paris
- 1960  : De doux dingues, Joseph Carole nyomán, Jean Le Poulain díszletterve, Édouard VII Színház
- 1961  : Le Petit Bouchon, díszlet: Jacques Mauclair, Théâtre des Variétés
- 1962  : L'Idée d'Élodie, Roger Bernsteinnel együttműködve, díszlettervező: Jean Le Poulain, Michel Theater
- 1965  : Hűha! Óóó!, operett Étienne Lorin és Gaby Wagenheim zenéjével, díszlet Roland Bailly, Teatro de l'Alhambra
- 1966  : Vacances pour Jessica, Carolyn Green, díszlettervező: Edmond Tamiz, Antoine Theater
- 1967  : De passage à Paris, díszlet: Jacques-Henri Duval, Marigny Színház (az Au théâtre ce soir -on belül)
- 1971  : Deux imbeciles heureux, Gramont Színház
- 1972  : En avant...toute!, díszlettervező: Michel Roux, Édouard VII Színház

## Filmográfia

### Színészként
- 1931  : Pour un sou d'amour, Jean Grémillon
- 1933. július 14., René Clair
  -  : Pour être aimé, Jacques Tourneur
  -  : First Offense, Herbert Mason
- 1935  : Une fille à papa, René Guissart
  -  : L'Escadrille de la véletlen, Max de Vaucorbeil
- 1937  : Êtes-vous jalouse? írta: Henri Chomette
  -  : Les Pirates du rail, Christian-Jaque
- 1938  : La Vierge folle, Henri Diamant-Berger
- 1946  : L'Idiot, Georges Lampin
- 1945  : Pa farliga vägar, Per-Axel Branner
- 1950  : Les Anciens de Saint-Loup, Georges Lampin
  -  : Le Traqué, Boris Lewin és Frank Tuttle
- 1952  : Monte Carlo Baby, Jean Boyer
- 1955  : Les Évadés, Jean-Paul Le Chanois – forgatókönyvíró is
  -  : Maigret rendezi a l'enquête című filmet, Stany Cordier
  -  : Les Assassins du dimanche, Alex Joffé
- 1957  : Amour de poche, Pierre Kast
- 1959  : Croquemitoufle, Claude Barma – forgatókönyvíró is

### Forgatókönyvíróként
- 1957  : Vetkőzz le, hölgyem!, Robert Vernay
- 1959  : Croquemitoufle, Claude Barma
- 1962  : Virginie, Jean Boyer
- 1979  : Les Bidasses en vadrouille, Christian Caza

## Televízió

### Színészként
- 1955  : Chasse au krimi

### Szerzőként
- 1964  : La Bonne Planque
- 1975  : Une femme seule
- 1976  : Larguez les moorings!
- 1976  : Comme du bon pain
- 1979  : Une fille seule
  -  : Les Amours de la Belle Epoque : Petite Madame
- 1980–1981 : Les Amours des années folles:
  - Un mort tout neuf
  - Les Sœurs Hortenzia
  - Au theâtre ce soir
- 1966  : Virginie, díszlet: Christian Gérard, rendezte: Pierre Sabbagh, Teatro Mogador
- 1967  : Vacances pour Jessica, Carolyn Green, díszlettervező: Yves Bureau, rendező: Pierre Sabbagh, Teatro Mogador
  -  : De passage à Paris, díszlet: Jacques-Henri Duval, rendezte: Pierre Sabbagh, Teatro Mogador
- 1969  : La Toile d'araignée, Agatha Christie nyomán, Raymond Gérôme díszletterve, Pierre Sabbagh, Teatro Mogador
- 1971  : Pour Karine, Ari Chen nyomán, Jacques Mauclair díszlettervező, Pierre Sabbagh rendező, Teatro Mogador
- 1972  : De doux dingues, díszlettervező: Jean Le Poulain, rendezte: Pierre Sabbagh, Teatro Mogador
- 1977  : Le Coin tranquille, díszlettervező: Michel Vocoret, rendező: Pierre Sabbagh, Édouard VII Színház

## Bibliográfia
- Michel André, Un bizonyos soir, Párizs, Calmann-Lévy, 1955

## Fordítás
Ez a szócikk részben vagy egészben  a   Michel André című spanyol Wikipédia-szócikk ezen változatának fordításán alapul.  Az eredeti cikk szerkesztőit annak laptörténete sorolja fel. Ez a jelzés csupán a megfogalmazás eredetét és a szerzői jogokat jelzi, nem szolgál a cikkben szereplő információk forrásmegjelöléseként.